# Persatuan Sepak Bola Makassar
Il Persatuan Sepakbola Makassar, meglio noto come PSM Makassar, è una società calcistica indonesiana con sede nella città di Makassar.

## Palmarès

### Competizioni nazionali
- Campionato indonesiano: 2

1999-2000, 2022-2023
- Coppa d'Indonesia: 1

2019

### Altri piazzamenti
- Campionato indonesiano:

Secondo posto: 1995-1996, 2000-2001, 2002-2003, 2003-2004, 2018
Terzo posto: 2017
- Liga Primer Indonesia:

Terzo posto: 2011
- Coppa dell'AFC:

Semifinale zonale: 2019

## Organico

### Rosa 2023-2024
Aggiornata al 6 dicembre 2023.
| N. |                       | Ruolo | Calciatore        |
| -- | --------------------- | ----- | ----------------- |
| 1  | Indonesia (bandiera)  | P     | Ardiansyah        |
| 4  | Capo Verde (bandiera) | D     | Yuran Fernandes   |
| 5  | Indonesia (bandiera)  | D     | Erwin Gutawa      |
| 7  | Indonesia (bandiera)  | C     | Victor Dethan     |
| 8  | Indonesia (bandiera)  | C     | Ananda Raehan     |
| 9  | Indonesia (bandiera)  | A     | Donald Bissa      |
| 11 | Indonesia (bandiera)  | C     | Dzaky Asraf       |
| 14 | Indonesia (bandiera)  | D     | Sulthan Zaky      |
| 15 | Indonesia (bandiera)  | A     | Ricky Pratama     |
| 16 | Indonesia (bandiera)  | D     | Sandy Ferizal     |
| 18 | Indonesia (bandiera)  | A     | Andy Harjito      |
| 20 | Portogallo (bandiera) | A     | Adilson Silva     |
| 22 | Indonesia (bandiera)  | D     | Leo Guntara       |
| 23 | Indonesia (bandiera)  | C     | Bayu Gatra        |
| 24 | Indonesia (bandiera)  | C     | Rizky Eka Pratama |
| 27 | Indonesia (bandiera)  | D     | Safrudin Tahar    |

| N.   |                        | Ruolo | Calciatore              |
| ---- | ---------------------- | ----- | ----------------------- |
| 30   | Indonesia (bandiera)   | A     | Ezra Walian             |
| 33   | Indonesia (bandiera)   | P     | Miswar Saputra          |
| 39   | Giappone (bandiera)    | C     | Kenzo Nambu             |
| 45   | Indonesia (bandiera)   | P     | Reza Arya Pratama       |
| 51   | Indonesia (bandiera)   | P     | Syaiful Syamsuddin      |
| 48   | Indonesia (bandiera)   | C     | Muhammad Arfan          |
| 55   | Indonesia (bandiera)   | C     | Takwir Rahman           |
| 71   | Indonesia (bandiera)   | D     | Aji Kurniawan           |
| 77   | Indonesia (bandiera)   | P     | Hery Prasetyo           |
| 80   | Paesi Bassi (bandiera) | C     | Wiljan Pluim (capitano) |
| 88   | Indonesia (bandiera)   | C     | Fajri Ardiansyah        |
| 10+1 | Afghanistan (bandiera) | A     | Ascanio Ahfellaeh       |